# Лист, Джон Эмиль
Эмиль Джон  Лист (англ. John Emil List; 17 сентября 1925, Бей-Сити, Мичиган — 21 марта 2008, Трентон, Нью-Джерси), также известный как Роберт Питер Кларк (англ. Robert Peter Clark) и «Чудовище из Уэстфилда» (англ. Bogeyman of Westfield) — американский массовый убийца. 9 ноября 1971 года с использованием огнестрельного оружия совершил убийство своей матери, жены и троих детей в их доме в Уэстфилде, штат Нью-Джерси, после чего скрылся. Лист был арестован лишь 1 июня 1989 года после выпуска телепередачи «America’s Most Wanted», посвящённого его убийствам. Был признан виновным во всех убийствах и приговорён к пяти пожизненным срокам. Скончался в тюремной больнице от пневмонии 21 марта 2008 года.

## Биография
Джон Эмиль Лист родился 17 сентября 1925 года в городе Бей-Сити, Мичиган, США. Он был поздним и единственным ребёнком в семье немецких эмигрантов — 66-летнего Джона Фредерика Листа (1859—1944) и 38-летней Марии Барбары Лист (1887—1971). Оба его родителя были очень набожными и религиозными лютеранами и заставляли ходить его в воскресную школу и постоянно молиться. Там, по словам Листа, его регулярно насиловал пастор. В 1943 году Листа призвали в ВМС США, где он к концу Второй мировой войны дослужился до звания второго лейтенанта. В боевых действиях участия не принимал. В 1946 году был уволен в запас. После этого 21-летний Лист поступил в Мичиганский университет, который окончил со степенью бакалавра по бухгалтерскому делу в 1951 году.
В ноябре 1950 года, когда обострилась Корейская война, Лист был призван в армию. В Форте-Юстис, штат Виргиния, он познакомился с Хелен Моррис Тейлор (род. в 1924 г.), вдовой пехотного офицера, погибшего в бою в Корее, которая жила неподалеку со своей дочерью Брендой. Джон и Хелен поженились 1 декабря 1951 года в Балтиморе, штат Мэриленд, и семья переехала в Северную Калифорнию. Армейское начальство, оценив бухгалтерские способности Листа, перевело его в финансовый корпус. Завершив службу в 1952 году, Лист работал в бухгалтерской фирме в Детройте, а затем пошёл работать аудитором в бумажную компанию в Каламазу. У пары родилось трое детей: дочь Патриция Моррис (род. в 1955 г.) и сыновья Джон Фредерик (род. в 1956 г.) и Фредерик Майкл (род. в 1958 г.).
Впоследствии семья поселилась в 19-комнатном доме в городе Уэстфилд, Нью-Джерси, США, мать Джона жила вместе с сыном, невесткой и внуками.
В следующие годы Лист стал религиозным фанатиком и в конце концов решил убить свою семью, чтоб «спасти» её от зла, таившегося в этом мире. Хелен к тому времени стала алкоголичкой, вдобавок, первый муж заразил её сифилисом, о чём она не сообщила Джону перед свадьбой.

## Убийства
9 ноября 1971 года, отвезя своих детей в школу, Джон Лист вернулся домой. Вооружившись 9 мм полуавтоматическим пистолетом Steyr M1912, который хранился в доме с его увольнения в запас в 1946 году, и достав старый револьвер 22 калибра, ранее принадлежащий его отцу, умершему в 1944 году, Лист пошёл в заднюю часть дома, где убил свою 45-летнюю жену Хелен выстрелом в затылок. Затем преступник вернулся к телевизору, где находилась его 84-летняя мать Мария, не слышавшая выстрелов. Он встал перед ней и мгновенно застрелил одним выстрелом в лоб. Затем Лист уселся читать газету. Через несколько часов домой вернулись его 13-летний сын Фредерик и 16-летняя дочь Патриция. Увидев их, Лист убил обоих выстрелами в затылок. Затем убийца отправился в банк, где обналичил все деньги с семейного банковского счета, и отправился на матч по регби, в котором принимал участие его 15-летний сын, Джон-младший. Посмотрев игру, он забрал сына и отвез домой. Дома он выстрелил в подростка четыре раза — трижды в грудь и сердце и один раз в голову.
После убийств он перенес тела жены и детей в зал, а тело матери перенес на чердак. Лист написал 5-страничное письмо, адресованное священнику церкви, которую посещали Листы, и полицейским. В нём он попытался описать все мотивы преступления и попросил прощения. Письмо оставил на своем рабочем столе в кабинете. После этого Лист настроил радио на религиозную волну и, включив свет во всех комнатах дома, покинул его. Он вернулся в школу, где учились его дети, и оставил письмо в администрации, в котором написал, что детей месяц не будет в школе в связи с семейной поездкой в Северную Каролину к родственникам жены. В учебном заведении дети Листа и он сам были на хорошем счету у администрации, и письмо не вызвало подозрений. Затем он отправился на работу жены, где сказал, что она сильно простыла и какое-то время тоже не появится на рабочем месте, и там Листу тоже поверили.

## Дальнейшие события
Благодаря усилиям преступника убийство пяти человек никто не замечал почти месяц. Наконец соседи, удивлённые тем, что в доме Листов уже несколько недель без видимой причины круглосуточно горит свет, вызвали полицию, и те, взломав дверь, узнали о произошедшем.
Преступление Листа сразу же получило широкий резонанс в СМИ штата, в масштабах, сопоставимых с Похищением и убийством Чарльза Линдберга-младшего, произошедшим в том же штате 39 годами ранее. По всей стране Листа объявили в розыск. Через сутки полицейские обнаружили его автомобиль на стоянке в Международном аэропорту им. Джона Кеннеди в штате Нью-Йорк. Однако полиции так и не удалось узнать, когда и на какой самолёт сел Лист.
Только через 17 с половиной лет — 21 мая 1989 года — дело Листа было показано в программе «Самые разыскиваемые преступники Америки», и благодаря анонимному звонку 1 июня 1989 года Джон Эмиль Лист был арестован. К этому времени 63-летний преступник сменил имя и фамилию на Роберт Питер Кларк и успел заново жениться на женщине по имени Долорес Миллер. Он был арестован в городе Мидлозен, штат Вирджиния, США, в который переехал из Денвера (Колорадо) в 1980 году. На тот момент он работал в крупной фирме бухгалтером.

## Суд
После задержания Лист ещё более полугода не признавал вины и говорил о том, что не является убийцей, а просто на него похож. Но наконец 16 февраля 1990 года, после сравнения его отпечатков пальцев с отпечатками пальцев из военного дела Джона Эмиля Листа, он признался в убийстве семьи и в том, кем является на самом деле.
В ходе судебного разбирательства Лист заявлял, что в 1971 году потерял работу и задолжал более 11.000$ по банковскому кредиту, а к тому же узнал, что его жена изменяет ему уже с 1953 года. По собственным словам, это сломало его психику, и он решил убить свою семью. Психиатрическая экспертиза признала, что Лист способен отвечать за свои действия.
Во время предпоследнего слушания — 12 апреля 1990 года Лист попросил прощения у всех пострадавших от его преступлений.
1 мая 1990 года суд приговорил Джона Эмиля Листа к 5 пожизненным срокам и дополнительным 18 годам и 5 месяцам тюрьмы.

## Смерть
Лист умер от осложнений, вызванных пневмонией, в возрасте 82 лет 21 марта 2008 года в Медицинском центре Сент-Франсис в Трентоне, штат Нью-Джерси. В репортаже о его смерти в ежедневной газете города Ньюарк The Star-Ledger его назвали «Чудовищем из Уэстфилда» (англ. Bogeyman of Westfield). Похоронен рядом с матерью на лютеранском кладбище Сент-Лоренц в городе Франкенмут, штат Мичиган.